# Hyundai Exter
Hyundai Exter ― субкомпактний кросовер, що виробляється південнокорейським автовиробником Hyundai. 
Модель була представлена 8 травня 2023 року для індійського ринку.

## Огляд
Особливості стилю включають Н-подібні світлодіодні денні ходові вогні та квадратні фари, а також великі повітрозабірники на передньому бампері.

## Ринки

### Індія
Exter був запущений в Індії 10 липня 2023 року з п'ятьма рівнями комплектації: EX, S, SX, SX (O) та SX (O) Connect. Моделі з ГБО доступні в комплектаціях S та SX. З моменту відкриття попередніх замовлень до моменту запуску було зроблено понад 11 000 замовлень, причому 38% з них припадає на версії з автоматично-механічною КПП, а 20% - на моделі з ГБО.

### Південна Африка
У Південній Африці Exter був представлений 17 вересня 2024 року з трьома рівнями оснащення: Premium, Executive та Elite. Преміум і Ексклюзив стандартно оснащуються 5-ступінчастою механічною коробкою передач, тоді як 5-ступінчаста автоматизована механічна коробка передач є стандартною для комплектації Еліт, але опціональною для перших двох комплектацій.

## Нагороди
У грудні 2023 року Hyundai Exter був обраний Індійським автомобілем року (ICOTY) 2024.

## Продажі
| Рік  | Індія  |
| ---- | ------ |
| 2023 | 47,015 |